# Picot negre pitblanc
El picot negre pitblanc (Dryocopus javensis) és una espècie d'ocell de la família dels pícids (Picidae) que habita la selva humida del sud-oest i sud-est de l'Índia, centre i sud de Corea, des del sud de la Xina, cap al sud, a través del Sud-est Asiàtic fins Sumatra i illes properes, Borneo, Natuna, Java, Bali i Filipines.